# Andrew Johnston
Andrew Johnston (23 de septiembre de 1994) es un contratenor escocés que llegó a la fama al ganar el tercer lugar del programa de talentos británico Britain's Got Talent. 
Aunque no ganó la competencia, fue fichado por el juez Simon Cowell en la casa SyCo|SyCo Music. Su álbum debut One Voice, fue realizado en septiembre de 2008, y debutó cuarto en los rankings del Reino Unido.
Antes de audicionar para el programa, Andrew había liderado el Coro de la Catedral de Carlisle, cantando por toda Europa. Se había mudado a Carlisle, donde conoció la pobreza luego de la separación de sus padres. Johnston era maltratado debido a su amor por la música clásica. Mientras algunos periodistas decían que la historia de Andrew sólo le daba ventajas en el programa, los productores dieron a conocer su experiencia como una verdadera inspiración.
- Datos: Q505541
- Multimedia: Andrew Johnston / Q505541